# Igreja Presbiteriana Unida do Paquistão (1855-1993)
Para a denominação atual, fundada em 1968, dissidente desta veja Igreja Presbiteriana Unida do Paquistão
A Igreja Presbiteriana Unida do Paquistão foi uma denominações presbiteriana, reformada no Paquistão. Foi formada em 1855 a partir de missões da Igreja Presbiteriana Unida da América do Norte. 
Em 1993 se uniu ao Conselho de Igrejas de Lahore para formar a atual Igreja Presbiteriana do Paquistão. 

## História

### Formação
Em 1855 a Missão Presbiteriana Unida dos Estados Unidos abriu trabalho em Lahore tendo como missionário Andrew Gordon; dois anos depois, ele estabeleceu uma estação de missão em Sialkot, onde foi acompanhado por outros missionários. Foram abertas escolas e um orfanato pelo grupo missionário. Em 1859 o Presbitério de Sialkot foi formado.
As "Convenções de Sialkot", promovidas pela igreja, foram realizadas desde 1904 e são reconhecidas como fundamentais para o fortalecimento e divulgação da fé cristã no Paquistão. Os Salmos usados na Convenção Sialkot Hymnbookwith, além de hinos em Punjabi e Urdu como músicas indianas são amplamente utilizado em todas as igrejas protestantes no país.
A igreja cresceu, e outros presbitérios foram estabelecidos. Em 1893 o Sínodo do Punjab (SP) foi formada como um dos sínodos da Igreja Presbiteriana Unida da América do Norte. 
O SP fundou o seminário de Gujiranwala, que tornou-se um seminário unido em 1954, que passou a servir para a formação de ministros de várias denominações protestante no Paquistão tais como a Igreja do Paquistão e  Igreja Presbiteriana Reformada Associada (Paquistão).
O mesmo sínodo tornou-se autônomo em 1961 formando a Igreja Presbiteriana Unida do Paquistão (1855-1993). 

### Separação
Em 1968, como resultado do movimento de oposição a Teologia liberal de McIntire, parte dos membros se separaram e fundaram a Igreja Presbiteriana Unida do Paquistão (1968).

### Fusão
Em 18 de novembro de 1993, a Igreja Presbiteriana Unida do Paquistão (1855-1993) e o Conselho de Igrejas de Lahore (que à época era vinculado à Igreja do Paquistão) se uniram e formaram a atual Igreja Presbiteriana do Paquistão (IPP).